# Rivière Déception (vattendrag i Kanada, lat 49,67, long -72,29)
Rivière Déception är ett vattendrag i Kanada.   Det ligger i provinsen Québec, i den östra delen av landet, 500 km nordost om huvudstaden Ottawa.
I omgivningarna runt Rivière Déception växer i huvudsak blandskog. Trakten runt Rivière Déception är nära nog obefolkad, med mindre än två invånare per kvadratkilometer.